# Indoxina francesa

Mapa de la Indoxina Francesa: localitzacions de Tonquín, Annam, Cotxinxina, Laos, Cambodja i (al nord-est) Kouang-Tchéou-Wan.

La Indoxina francesa (en francès: L'Indochine française o Union Indochinoise; en vietnamita: Liên bang Đông Dương) fou una colònia de l'imperi colonial francès situat a Indoxina.
Comprenia Cambodja, Laos (des del 1899), el territori xinès de Guangzhouwan (des del 1898 fins al 1945) i les regions vietnamites de Tonquín al nord, Annam al centre i Cotxinxina al sud. Les seves capitals van ser Hanoi (1902-1945) i Saigon (1887-1902, i de nou del 1945 al 1954).
Els francesos es van annexionar Cotxinxina i van establir un protectorat a Cambodja el 1862 i el 1863 respectivament. Després que els francesos van prendre el nord del Vietnam a través de la campanya de Tonquín, els diversos protectorats es van consolidar en una unió el 1887. Dues entitats més es van incorporar a la unió: el protectorat de Laos i el territori xinès de Guangzhouwan. Els francesos van explotar els recursos de la regió durant el seu govern, però també van contribuir a la millora del sistema sanitari i educatiu de la regió. No obstant això, es van mantenir profundes divisions entre els indígenes i els colons, cosa que va provocar rebel·lions esporàdiques per part dels primers. Després de la caiguda de França durant la Segona Guerra Mundial, la colònia va ser administrada pel govern de Vichy i va estar sota ocupació japonesa fins al març de 1945, quan els japonesos van derrocar el règim colonial. Després de la rendició japonesa, el Viet Minh, una organització comunista dirigida per Hồ Chí Minh, va declarar la independència vietnamita, però França va recuperar el control d'Indoxina francesa. A finals del 1946 va esclatar una guerra d'independència total, coneguda com la Primera Guerra d'Indoxina, entre les forces franceses i el Viet Minh.
Per contrarestar el Viet Minh, l'Estat del Vietnam, dirigit per l'exemperador Bao Dại, va ser proclamat el 1949. Els esforços francesos per reunificar Vietnam van fracassar. El 22 d'octubre i el 9 de novembre de 1953, el Regne de Laos i el Regne de Cambodja van proclamar les seves respectives independències. Després de l'Acord de Ginebra de 1954, els francesos es van retirar del Vietnam, que s'havia dividit en els dos països (fins al 1976), i la Indoxina francesa va deixar d'existir.

## Territoris
Aquesta colònia estava formada per quatre protectorats: 
- Cotxinxina, colònia sota administració directa situada a l'actual Vietnam
- Tonquín, protectorat situat a l'actual Vietnam
- Annam, protectorat situat a l'actual Vietnam
- Laos, protectorat
- Cambodja, protectorat

## Història
França va assumir la sobirania sobre Annam i Tonquín després de la Guerra Sinofrancesa, que va durar entre 1884 i 1885. La Indoxina francesa fou formada l'octubre de 1887 per la unió d'Annam, Tonquín, la Cotxinxina i el Regne de Cambodja. Posteriorment l'any 1893 s'hi va incorporar Laos.
Els francesos van deixar formalment en el poder als sobirans locals, que eren els emperadors del Vietnam, els reis de Cambodja i els reis de Luang Prabang, sent els governadors locals uns simples testaferros.

## Segona Guerra Mundial
Al setembre de 1940, durant la Segona Guerra Mundial, la França del règim de Vichy, que s'havia sotmès a l'Alemanya Nazi, va accedir a les demandes del Japó per ocupar Tonquín. Això va permetre al Japó un millor accés a la Xina en la Segona Guerra Sinojaponesa, contra les forces de Chiang Kai-shek, un fet que només va ser una petita part de l'estratègia de dominació del Japó de les zones properes a l'oceà Pacífic i del sud-est d'Àsia, un fet que va ajudar molt a l'èxit del seu aliat nazi al derrotar les forces del Pacífic dels Països Baixos a les Índies Orientals Neerlandeses i França. En la seva ocupació els japonesos van mantenir la burocràcia i prefectures franceses per dirigir la Indoxina.
El 9 de març de 1945, amb França alliberada, Alemanya en retirada, i els Estats Units ascendents al Pacífic, Japó va decidir prendre el control complet d'Indoxina francesa. Els japonesos es van mantenir al poder fins a la notícia de la rendició del seu govern al final de la Segona Guerra Mundial, després que les bombes atòmiques fossin llançades sobre les ciutats d'Hiroshima i Nagasaki.

## Guerra d'Indoxina

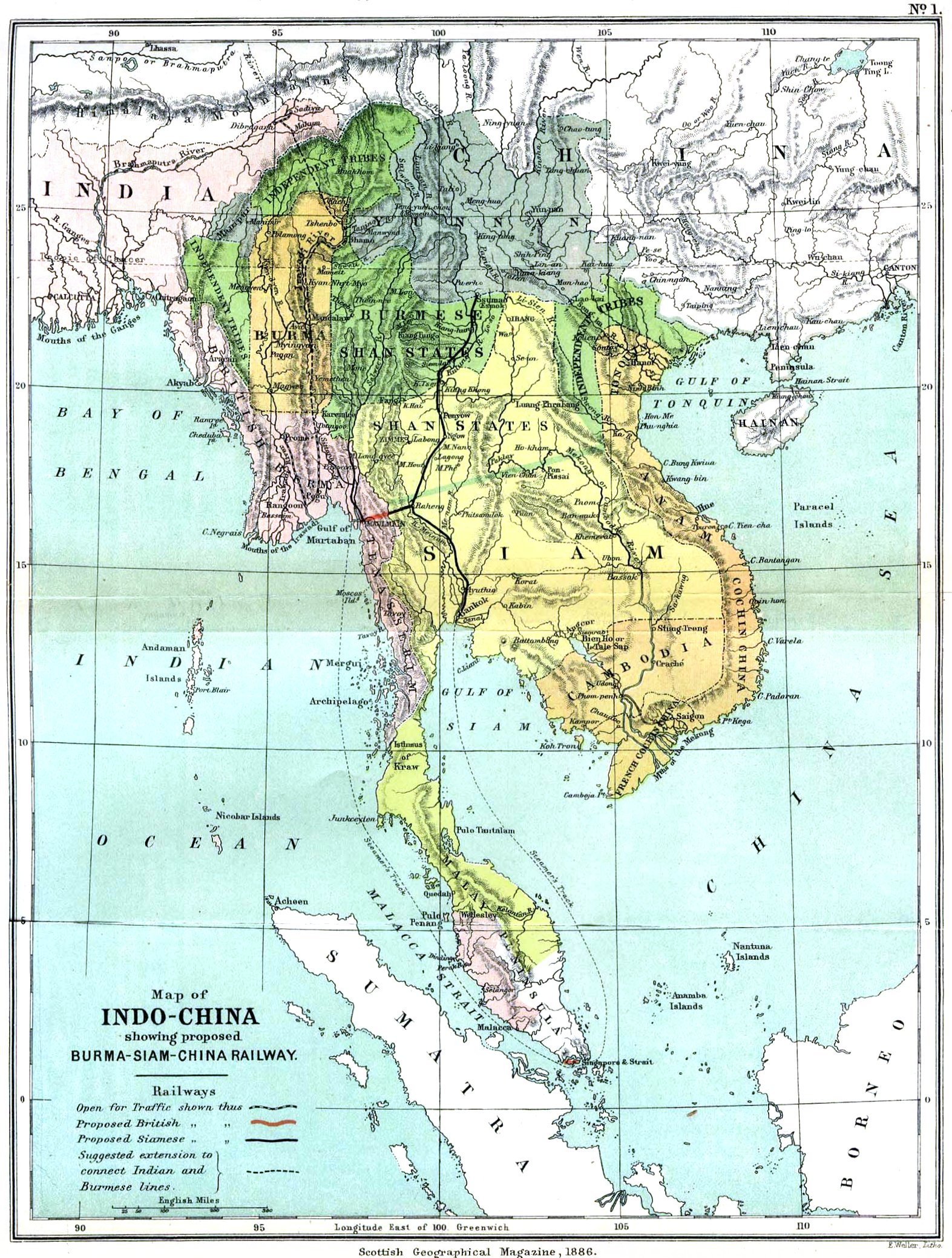
Indoxina l'any 1886.

Després de la Guerra Mundial, França va intentar reafirmar-se en la regió, però va entrar en conflicte amb el Viet Minh, una organització de nacionalistes comunistes vietnamita dirigits per Ho Chi Minh, el qual havia estat educat a França. Durant la Segona Guerra Mundial els Estats Units havien donat suport al Viet Minh en la resistència contra els japonesos; així doncs en finalitzar aquesta guerra el grup estava al comandament del país, el que va conduir a l'anomenada Guerra d'Indoxina entre França i els vietnamites de Ho Chi Minh.
El 2 de setembre de 1945 va declarar la independència de la República Democràtica del Vietnam, però abans del final de setembre, una força de soldats britànics, francesos i indis, juntament amb les tropes japoneses capturades, van restaurar el control francès. El 1949, França va formar un govern vietnamita rival dirigit per Bao Dai a Saigon. però pogué evitar la independència del Regne de Laos el 19 de juliol de 1949. El 19 de desembre de 1946 va començar la primera guerra d'Indoxina. El 1950 Minh va declarar novament una República Democràtica del Vietnam independent, que fou reconeguda pels pels seus camarades comunistes de la República Popular de la Xina i de la Unió Soviètica. En l'avanç de la guerra s'aconseguí la independència del Regne de Cambodja el 9 de novembre de 1953.
La lluita va durar fins al març de 1954, quan el Viet Minh va obtenir la decisiva victòria contra les forces franceses en la batalla de Dien Bien Phu. Això va dur a la partició del Vietnam en la República Democràtica del Vietnam o Vietnam del Nord, sota el control del Viet Minh, i la República del Vietnam al sud, el qual tenia el suport dels Estats Units, el Regne Unit i França. Els fets de 1954 també van marcar la fi de la intervenció francesa en la regió i els inicis del compromís seriós dels Estats Units envers el futur Vietnam del Sud, el qual va conduir a la Guerra del Vietnam.
La divisió del Vietnam va ser convinguda el 1954 en la Conferència de Ginebra, on els Estats Units d'Amèrica, la Unió Soviètica, el Regne Unit, França i la República Popular de la Xina també van establir diverses disputes excepcionals sobre la Guerra de Corea. Va ser en aquesta conferència que França va abandonar qualsevol intenció de reclamar part del territori en la península Indoxinesa, reconeixent la independència d'Indoxina. Creació dels estats de Laos, Cambotja i els dos Vietnams.